# Byens Højhus
 Der er for få eller ingen kildehenvisninger i denne artikel, hvilket er et problem. Du kan hjælpe ved at angive troværdige kilder til de påstande, som fremføres i artiklen.

Byens Højhus er Odense centrums højeste bygning og er beliggende på Fisketorvet ved den gamle Thomas B. Thriges Gade (TBT). Bygningen bliver også kaldt for Danske Bank-bygningen, men efter at Odense Byråd har påbegyndt projekt "Fra stor by til storby" er den nu officielt kaldt Byens Højhus i stil med resten af byens projekter, så som Byens Bro.
55°23′49″N 10°23′21″Ø / 55.39696°N 10.38907°Ø